# 准噶尔部

1820年准部在新疆的范围（红色）

准噶尔（汉语拼音字母：Juun'gar，察哈尔标准音：[dʒuːn.gɑr]，卫拉特托忒文：ᠴᡉᡉᠨ ᡎᠠᠷ，意为“左手”，即左翼），是卫拉特蒙古的一支。
准噶尔部於17世纪到18世纪統治天山南北，建立人類史上最后一個游牧帝国—准噶尔汗国，奉藏传佛教為國教並对西藏有影响力，其疆域西起巴尔喀什湖、北越阿尔泰山、东達吐鲁番、西南至楚河、塔拉斯河一帶。18世纪末被清朝摧毀，其遺民几乎遭屠滅殆盡，倖存者或附牧于赛音诺颜，曰额鲁特；或附牧于青海者，曰绰罗斯；或留守新疆，今成为昭苏蒙古族。

## 兴亡历史

### 興起

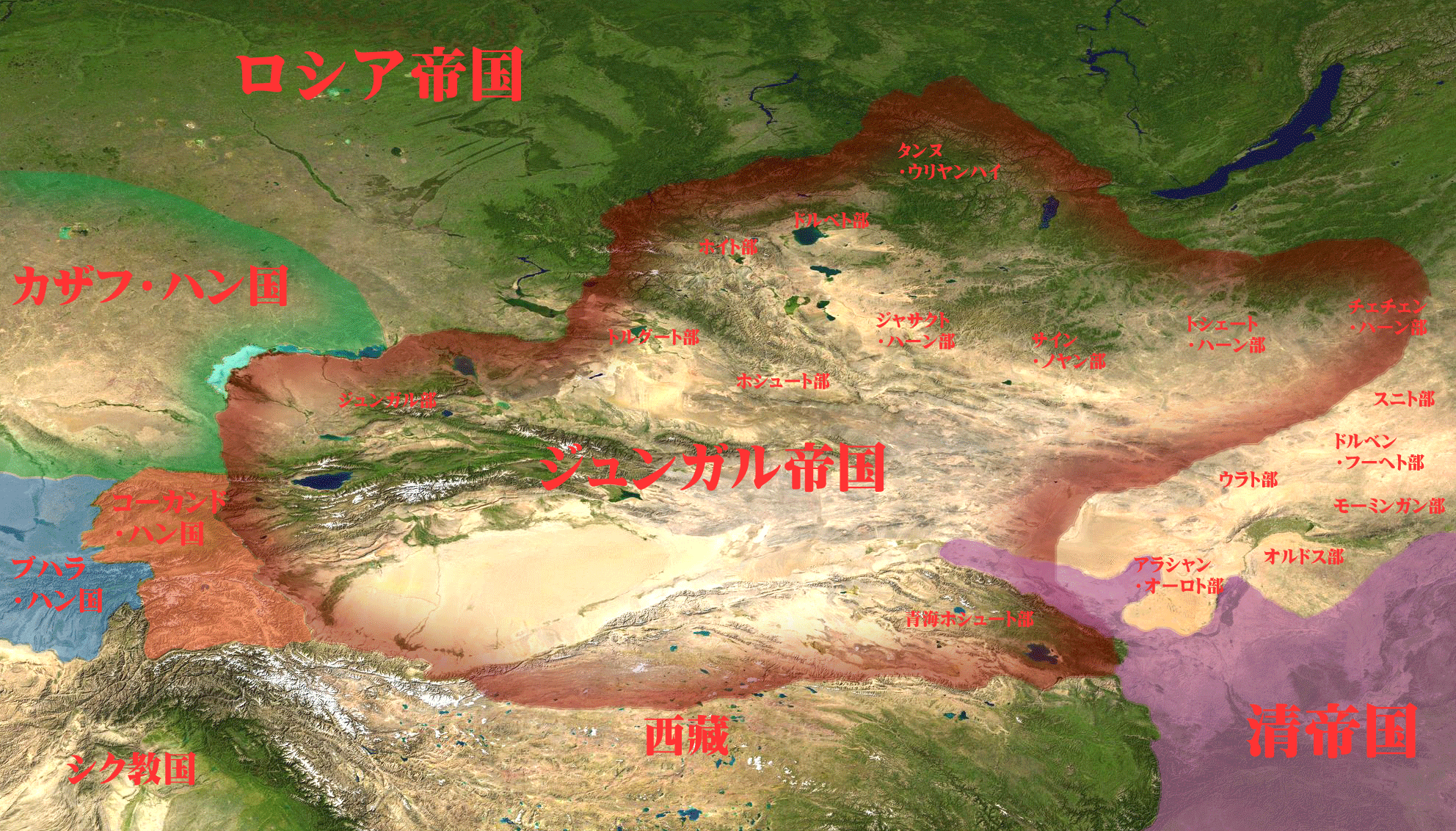
噶尔丹时期的准噶尔

明末清初，准噶尔首领最早是哈喇忽剌，後巴图尔珲台吉以伊犁为根据地兼并厄鲁特蒙古各部，压迫西方的哈薩克族。1670年巴图尔珲台吉的儿子僧格被杀后，他的异母弟噶尔丹夺得了准噶尔的统治权。1678年，西藏的五世达赖赐噶尔丹可汗号，准噶尔汗国正式成立。此年噶尔丹出兵回部，占领葉爾羌汗國，把广大维吾尔族地区置于其统治之下。1688年噶尔丹突然率兵越过杭爱山，大举进攻土谢图汗，迫使喀尔喀蒙古诸部南迁。1690年6月，噶尔丹又向漠南喀尔喀蒙古进攻，俘掠人口，抢劫牲畜。

### 衰弱
1690年同年，康熙帝决计亲征，组织左右两路大军分别出古北口和喜峰口。8月1日，双方大战于乌兰布通（今内蒙古克什克腾旗境内）。清军大败噶尔丹军，噶尔丹乘夜向北溃逃。
噶尔丹战败后因原根据地为策妄阿拉布坦占据，不得不滞留科布多地区，集合残部，休养生息，以期东山再起，不断骚扰边地安宁。1696年2月，康熙帝发兵10万，分三路大举出击。5月13日，西路军在昭莫多（今蒙古国乌兰巴托以南的宗莫德）大败噶尔丹军。1697年2月，康熙帝發動第三次遠征，命费扬古、马恩哈分别统率两路大军，共6000人，由宁夏出发，进剿噶尔丹残部。4月康熙帝亲赴宁夏，指挥这次军事行动。正当清军进发之时，噶尔丹众叛亲离，军队只剩下五六百人，遂饮药自尽（又说被人杀害）。
噶尔丹败亡后，他的侄子策妄阿拉布坦继续任准噶尔部台吉，准噶尔部又逐渐强大，和清朝再次发生冲突。1716年，他派兵于西藏，占领拉萨。1718年清朝由青海路出兵入藏，不过全军覆没。1720年清朝第二次出兵才赶走准噶尔军。清朝和准噶尔军在吐鲁番方面也有战鬥。

### 滅亡

平定準部圖

1755年春，清军5万人分西北两路向伊犁进军。不到100天就到达伊犁。达瓦齐率兵6000人扼守伊犁西南的格登山（今新疆昭苏县境内），清军以25人夜袭达瓦齐大营，达瓦齐军惊溃，不战自降。达瓦齐仅带少数人仓皇南逃。此后，阿睦尔撒纳自任领袖继续反对清朝。
1757年初，清政府开始新的军事行动，分两路推进。准噶尔军在清军的追剿下，全线溃败。阿睦尔撒纳投奔俄罗斯。
1759年8月，清军抵达喀什噶尔，平定了支持阿睦尔撒纳的大和卓波羅尼都和小和卓霍集占兄弟的叛乱。这年秋天，天山南路完全平定。由于准噶尔部反叛无常，清朝在完全控制今日的新疆地区之后，清军在兆惠等的带领下，按照乾隆帝的旨意，實施种族灭绝，屠殺了數十萬準噶爾人。据魏源記載：「計數十萬戶中，先痘死者（天花病死者）十之四，繼竄入俄羅斯哈薩克者十之二，卒殲於大兵者十之三。除婦孺充賞外，至今惟來降受屯之厄魯特若干戶，編設佐領昂吉，此外數千里間，無瓦剌一氊帳。」昭槤的描寫更加誇張：「凡病死者十之三；逃入俄羅斯、哈薩克者十之三，為我兵殺者十之五，數千里內遂無一人。」留下的空地由大量移民填充，主要是哈薩克人。

## 藏传佛教
準噶爾信奉藏傳佛教，喇嘛有行政权，號稱宰桑（相当于喇嘛旗）。台吉大事未与集赛们商量前，不行動。準噶尔有9集赛与6000喇嘛。

## 近現代的準噶爾人
- 昭苏县的卫拉特属于准噶尔部。
- 阿拉善厄鲁特沿袭了“厄鲁特”之名，但其中准噶尔成分不是很多。

## 研究書目
- 宮脇淳子著，曉克譯：《最後的游牧民族：準噶爾部的興亡》（呼和浩特：內蒙古人民出版社，2005）。
- 勒内·格鲁塞.  （法语）.
- 班布尔汗.  漢譯. 2009. ISBN 9787508718989 （中文）.（简体中文）